# Eric Stoltz
Pour les articles homonymes, voir Stoltz.
Eric Stoltz, né le 30 septembre 1961 à Whittier, (Californie), est un acteur américain.
Il se fait connaître grâce aux films Mask (1985), La Mouche 2 (1989) et Pulp Fiction (1994).

## Biographie
Eric Cameron Stoltz naît le 30 septembre 1961 à Whittier, en Californie.
Dans L'Amour à l'envers (1987), un teen movie, il incarne Keith, un artiste en herbe issu d'un milieu défavorisé.
À la télévision, il interprète le rôle du Dr Robert Yeats dans la cinquième saison (1998-1999) de la série médicale Chicago Hope : La Vie à tout prix . En 2010, il prête ses traits à Daniel Graystone dans la série de science-fiction Caprica issue de la franchise Battlestar Galactica.
Eric Stoltz est par ailleurs initialement choisi pour jouer le rôle de Marty McFly dans le film Retour vers le futur (1985) car Michael J. Fox, que les scénaristes souhaitent embaucher, est retenu sur la sitcom Sacrée Famille. Après cinq semaines de tournage, le réalisateur Robert Zemeckis et le producteur Steven Spielberg jugent toutefois que la prestation d'Eric Stoltz, bien qu'irréprochable sur le plan technique, n'est pas assez drôle. Comme Michael J. Fox peut finalement se libérer, toutes les scènes avec Eric Stoltz sont retournées. La série de science-fiction Fringe y fait référence dans le 16e épisode de la saison 2. L'entrée d'un cinéma dans l'univers parallèle affiche le texte suivant : « Back to the Future, starring Eric Stoltz » (en français : « Retour vers le futur, avec Eric Stoltz »). Sorti en 2023, le film The Flash introduit lui-aussi une réalité alternative où Eric Stoltz interprète le rôle de Marty McFly.
Il existe un autre rendez-vous manqué pour l'acteur : le diffuseur FX a envisagé de lui confier en 2001 le rôle du policier corrompu Vic Mackey, personnage principal de la série The Shield. Le showrunner Shawn Ryan l'a approché et il semblait intéressé, mais c'est finalement Michael Chiklis qui a décroché le rôle à l'issue des auditions.

## Filmographie
Sauf indication contraire, les informations mentionnées dans cette section peuvent être confirmées par les bases de données cinématographiques  présentes dans la section « Liens externes ».

### Acteur

#### Longs métrages

##### Années 1980
- 1982 : Ça chauffe au lycée Ridgemont (Fast Times at Ridgemont High) d'Amy Heckerling : Stoner Bud
- 1983 : Surf II de Randall M Badat : Chuck
- 1984 : Attention délires ! (The Wild Life) d'Art Linson : Bill Conrad
- 1984 : Cavale sauvage (Running Hot) de Mark Griffiths : Danny Hicks
- 1985 : Mask de Peter Bogdanovich : Rocky Dennis
- 1985 : Retour vers le futur (Back to the Future) de Robert Zemeckis : Martin « Marty » McFly (rôle annulé, finalement retourné avec Michael J. Fox)
- 1985 : Représailles (The New Kids) de Sean S. Cunningham : Mark
- 1985 : Nom de code : Émeraude (Code Name Emerald) de Jonathan Sanger : le lieutenant Andy Wheeler
- 1987 : L'Amour à l'envers (Some Kind of Wonderful) de Howard Deutch : Keith Nelson
- 1987 : Sister, Sister (en) de Bill Condon : Matt Rutledge
- 1987 : Cœur de lion (Lionheart) de Franklin J. Schaffner : Robert Nerra
- 1988 : Pour une nuit d'amour (Manifesto) de Dusan Makavejev : Christopher
- 1988 : Un été en enfer (Haunted Summer) d'Ivan Passer : Percy Shelley
- 1989 : La Mouche 2 (The Fly II) de Chris Walas : Martin Brundle
- 1989 : Un monde pour nous (Say Anything) de Cameron Crowe : Vahlere
- 1989 : Le Dossier Rachel (The Rachel Papers) de Damian Harris : le patron du café (non crédité)

##### Années 1990
- 1990 : Memphis Belle de Michael Caton-Jones : Danny Boy
- 1991 : Money de Steven Hilliard Stern : Franz Cimballi
- 1992 : The Waterdance (en) de Neal Jimenez et Michael Steinberg : Joel Garcia
- 1992 : Singles de Cameron Crowe : le mime
- 1993 : Naked in New York de Daniel Algrant : Jake Briggs
- 1993 : Une pause, quatre soupirs (Bodies, Rest & Motion) de Michael Steinberg (en) : Sid
- 1994 : Killing Zoe de Roger Avary : Zed
- 1994 : Pulp Fiction de Quentin Tarantino : Lance
- 1994 : Les Quatre Filles du docteur March (Little Women) de Gillian Armstrong : John Brooke
- 1994 : Sleep with Me de Rory Kelly : Joseph
- 1995 : Rob Roy de Michael Caton-Jones : Alan MacDonald
- 1995 : Fluke de Carlo Carlei : Jeff Newman
- 1995 : The Prophecy de Gregory Widen : Simon
- 1995 : Kicking and Screaming de Noah Baumbach : Chet
- 1996 : Grace of My Heart d'Allison Anders : Howard Cazsatt
- 1996 : Deux Jours à Los Angeles (Two Days in the Valley) de John Herzfeld : Wes Taylor
- 1996 : Jerry Maguire de Cameron Crowe : Ethan Valhere
- 1997 : Meurtre à Tulsa (Keys to Tulsa) de Leslie Greif : Richter Boudreau
- 1997 : Anaconda, le prédateur (Anaconda) de Luis Llosa : Dr Steven Cale
- 1997 : Mr. Jealousy de Noah Baumbach : Lester Grimm, alias Vince
- 1997 : The Rocking Horse Winner de Michael Almereyda : l'homme
- 1997 : Highball de Noah Baumbach : Darien
- 1998 : Hi-Life (en) de Roger Hedden : Jimmy
- 1999 : A Murder of Crows de Rowdy Herrington : Thurman Parks III
- 1999 : The Passion of Ayn Rand de Christopher Menaul : Nathaniel Branden

##### Années 2000
- 2000 : The Simian Line de Linda Yellen : Sam Donovan
- 2000 : Chez les heureux du monde (The House of Mirth) de Terence Davies : Lawrence Selden
- 2000 : Common Ground (en) de Donna Deitch : Johnny Burroughs
- 2001 : Things Behind the Sun (en) d'Allison Anders : Dan
- 2001 : Harvard Story de James Toback : Teddy Carter
- 2002 : Les Lois de l'attraction (Laws of Affraction) de Roger Avary : M. Lawson
- 2003 : When Zachary Beaver Came to Town (en) de John Schultz : Otto
- 2004 : L'Effet papillon (The Butterfly Effect) d'Eric Bress et J. Mackye Gruber : George Miller
- 2004 : Childstar (en) de Don McKellar : Fresno Burnbaum, le père
- 2005 : Pour le meilleur et pour le pire (The Honeymooners) de John Schultz : William Davis
- 2006 : The Lather Effect de Sarah Kelly : Mickey

##### Années 2010
- 2011 : Fort McCoy (en) de Kate Connor et Michael Worth (en) : Frank Stirn
- 2014 : La Femme du diplomate (5 to 7) de Victor Levin : Galassi
- 2015 : Larry Gaye : hôtesse de l'air (en) (Larry Gaye: Renegade Male Flight Attendant) de Sam Friedlander : Russ Peterson
- 2017 : Class Rank (en) de lui-même : le père du jeune brillant
- 2018 : Her Smell d'Alex Ross Perry : Howard Goodman
- 2019 : Lucky Day de Roger Avary : la voix de l'autorité

#### Courts métrages
- 1984 : Killing Time de Damian Harris : le manager de Stop N Start
- 1988 : Greasy Lake de Damian Harris : T.C.
- 1997 : The Rocking Horse Winner de Michael Almereyda : Oncle Joe
- 2000 : It's a Shame about Ray d'Ajay Sahgal : Mr Stoltz
- 2000 : Jesus & Hutch de Paul Harrison : Jesus
- 2000 : Thirty de Thomas Schlamme :
- 2005 : Hello de John Helde : Max
- 2007 : The Grand Design de lui-même : Josh
- 2009 : Sparks de Joseph Gordon-Levitt : Joseph
- 2015 : Cindy's New Boyfriend de Robert Brinkmann : otage TV / opérateur 911

#### Téléfilms
- 1978 : The Grass is Always Greener Over the Septic Tank de Robert Day : Steve Benson
- 1981 : The Violation of Sarah McDavid de John Llewellyn Moxey : Pete Brady
- 1982 : Des poupées de magazine (Paper Dolls) d'Edward Zwick : Steve
- 1983 : Le Crime dans le sang (A Killer in the Family) de Richard T. Heffron : Ricky Tison
- 1984 : Things are Looking Up de Jeff Bleckner : Neil "Trout" Troutman
- 1991 : Ma guerre dans la Gestapo (A Woman at War) d'Edward Bennett : Franz Bueller
- 1992 : The Heart of Justice de Bruno Barreto : David Leader
- 1993 : Liaisons étrangères (Foreign Affairs) de Jim O'Brien : Fred Turner
- 1994 : Une place vide (Roommates) d'Alan Metzger : Bill Thomas
- 1996 : Inside d'Arthur Penn : Marty Strydom
- 1996 : Don't Look Back de Geoff Murphy : Jesse Parish
- 1998 : Ecran noir à la tour de contrôle (Blackout Effect) de Jeff Bleckner : John Dantley
- 1999 : The Passion of Ayn Rand de Christopher Menaul : Nathaniel
- 1999 : Our Guys : Outrage at Glen Ridge de Guy Ferland : Bob Laurino / narrateur
- 2000 : Liberty Sex de Donna Deitch : Johnny Burroughs
- 2000 : Code d'honneur (One Kill) de Christopher Menaul : Capitaine Wallker Randall
- 2000 : Une dernière danse (The Last Dance) de Kevin Dowling : Todd Cope
- 2001 : My Horrible Year ! de lui-même : Oncle Charlie
- 2008 : Blank Slate de John Harrison : Sean Sullivan
- 2012 : Modern Love d'Alan Poul (en) : Simon Russo

#### Séries télévisées
- 1978 : James at 15 : Jack (1 épisode)
- 1978 : CBS Afternoon Playhouse : Freddie Driscoll (5 épisodes)
- 1979 : A New Kind of Family : Burt (1 épisode)
- 1979 : The Seekers de Sidney Hayers (mini-série) : le premier garçon
- 1980 : La Famille des collines (The Waltons) : un garçon (1 épisode)
- 1980 : Huit, ça suffit (Eight is Enough) : Kurt Harper (1 épisode)
- 1981 : Justice sauvage (Walking Tall) : David Coombs (1 épisode)
- 1981 : Côte Ouest (Knots Landing) : Luke (1 épisode)
- 1982 : Seven Brides for Seven Brothers : Kevin (1 épisode)
- 1983 : Hôpital St Elsewhere (St. Elsewhere) : Eddie Carson (3 épisodes)
- 1983 : Love, Sidney : Rick (1 épisode)
- 1983 : L'homme qui tombe à pic (The Fall Guy) : le fils d'Irène Hatkins (saison 2, épisode 19 : Un trafic peut en cacher un autre)
- 1989 : Great Performances : George Gibbs (épisode Our Town)
- 1990 : American Playhouse : Edward jeune (épisode Sensibility and Sense)
- 1993 : Frasier, Don (voix ; épisode : Miracle on Third or Fourth Street)
- 1994-1998 : Dingue de toi (Mad About You) : Alan Tofsky (6 épisodes)
- 1995 : Ménages à trois (Partners) : Cameron (épisode : How Long Does It Take to Cook a 22-Pound Turkey?)
- 1998-1999 : Hercules (Hercules: The Legendary Journeys) : Thésée (2 épisodes)
- 1998-1999 : La Vie à tout prix (Chicago Hope) : Dr Robert Yeats (22 épisodes)
- 1998 : Blackout Effect (en) : John Dantley
- 1999 : The Lot : Weller (1 épisode)
- 2001-2002 : Deuxième Chance (Once and Again), August Dimitri (7 épisodes)
- 2002 : New York, unité spéciale (Law & Order: Special Victims Unit) : Père Michael Sweeney (saison 3, épisode 23)
- 2003 : Out of Order (en) : Mark Colm (mini-série ; 5 épisodes)
- 2005 : Triangle (The Triangle) : Howard Thomas (mini-série ; 3 épisodes)
- 2005 : Will et Grace : Tom (2 épisodes)
- 2007 : Médium : Sonny Troyer (épisode : We Had a Dream)
- 2007 : Close to Home : Juste Cause : le policier Chris Veeder (3 épisodes)
- 2009 : Grey's Anatomy (3 épisodes)
- 2010 : Caprica : Daniel Graystone (18 épisodes)
- 2011 : Leverage : Alan Scott (1 épisode)
- 2011 : Wilfred : Doug (1 épisode)
- 2012 : Made in Jersey : Marcus Wheaton (1 épisode)
- 2013 : Maron : Danny (1 épisode)
- 2014 : Blue : Arthur (4 épisodes)
- 2015-2019 : Madam Secretary : Will Adams (11 épisodes)
- 2021 : Cinema Toast : présentateur (voix) (1 épisode)
- 2021-2022 : Bull : Matthew Price (2 épisodes)
- 2022 : The Good Fight : Juge Meachem (1 épisode)
- 2024 : The Girls on the Bus : John Spencer (1 épisode)

### Réalisateur

#### Long métrage
- 2017 : Class Rank (en)

#### Courts métrages
- 2005 : The Bulls
- 2007 : The Grand Design

#### Téléfilm
- 2001 : My Horrible Year!

#### Séries télévisées
- 2002 : Deuxième Chance (Once and Again) (saison 3, épisode 13)
- 2005 : New York, police judiciaire (Law & Order) (saison 15, épisode 20)
- 2007 : Boston Justice (Boston Legal) (2 épisodes)
- 2008 : Quarterlife (en) (2 épisodes)
- 2008 : Grey's Anatomy (2 épisodes)
- 2009-2011 : Private Practice (4 épisodes)
- 2009 : Nip/Tuck (saison 6, épisode 8)
- 2010 : Huge (en) (saison 1, épisode 4)
- 2010 : Caprica (saison 1, épisode 10)
- 2010-2014 : Glee (12 épisodes)
- 2011 : Off the Map : Urgences au bout du monde (saison 1, épisode 4)
- 2012 : Californication (saison 5, épisode 6)
- 2012 : Made in Jersey (saison 1, épisode 8)
- 2013 : Nashville (3 épisodes)
- 2013 : FBI : Duo très spécial (saison 5, épisode 6)
- 2014 : Black Box (2 épisodes)
- 2014 : Believe (saison 1, épisode 13)
- 2014 : Murder (saison 1, épisode 7)
- 2014-2015 : Madam Secretary (6 épisodes)

## Distinctions

### Nominations
- Golden Globes 1986 : meilleur acteur dans un second rôle pour Mask
- Film Independent's Spirit Awards 1995 : meilleur acteur dans un second rôle pour Pulp Fiction

## Voix françaises
| - Jean-François Vlérick, dans : - La Mouche 2 - Ma guerre dans la Gestapo (téléfilm) - Naked in New York - Roomates (téléfilm) - Fluke - The Prophecy - Grace of My Heart - Inside (téléfilm) - Don't Look Back (téléfilm) - Deux Jours à Los Angeles - Anaconda, le prédateur - Les Lois de l'attraction - L'Effet papillon - Caprica (série télévisée) - Madam Secretary (série télévisée) - Xavier Fagnon dans : - Chicago Hope : La Vie à tout prix (série télévisée) - Grey's Anatomy (série télévisée) - Une dernière danse (téléfilm) - Serge Faliu, dans : - Memphis Belle - Triangle (téléfilm) | - Vincent Ropion, dans : (les séries télévisées) - Deuxième Chance - Médium Et aussi - Luq Hamet dans Mask - Philippe Siboulet dans Singles - Olivier Jankovic dans Fallen Angels (série télévisée) - Éric Missoffe dans Bodies, Rest and Motion - Emmanuel Curtil dans Pulp Fiction - Jean-Philippe Puymartin dans Dingue de toi (série télévisée) - Fabien Briche dans Les Quatre Filles du docteur March - Denis Laustriat dans Harvard Story - Alexis Victor dans New York, unité spéciale (série télévisée) - Jean-Charles Delaume dans Will et Grace (série télévisée) - Éric Aubrahn dans Close to Home : Juste Cause (série télévisée) |